# TvN SHOW
tvN SHOW是CJ E&M所擁有的電視頻道，原名XtvN。主要收視群為年輕族群，年齡分布為15到39歲。

## 電視節目
- LEVEL UP PROJECT!
- SUPER TV

## 外部連結
- XtvN 
- TvN SHOW的Facebook專頁
- TvN SHOW的X（前Twitter）
- YouTube上的TvN SHOW頻道